# Antoniuskerk (Surhuizum)
De Antoniuskerk is een kerkgebouw in Surhuizum in de Nederlandse provincie Friesland.

## Beschrijving
In 1614 werd met gebruik van stenen van de voorganger, gewijd aan Antonius van Padua, een nieuw schip gebouwd. De kerktoren met steunberen en wimbergen dateert uit circa 1300. Tussen de vrijstaande toren en het schip bevindt zich een luchtboog. De kerkklok  is in 1630 gegoten door Hans Falck. De gemetselde spits is achtzijdig tussen vier topgevels en werd in 1817 vernieuwd.
De zaalkerk met rondboogvensters kreeg op 27 april 1734 een nieuw driezijdig gesloten koor met een Dorisch poortje. Volgens opschrift in de kroonlijst is de eerste steen gelegd door Eelko van Haersma (16 jaar oud), zoon van grietman Arent van Haersma.
Het interieur wordt gedekt door een houten tongewelf. De drie gebrandschilderde ramen (1734) in het koor zijn vervaardigd door Ype Staak. De preekstoel met klankbord dateert uit de 18e eeuw. Het orgel uit 1920 is gemaakt door P. van Dam. De kerk is een rijksmonument.

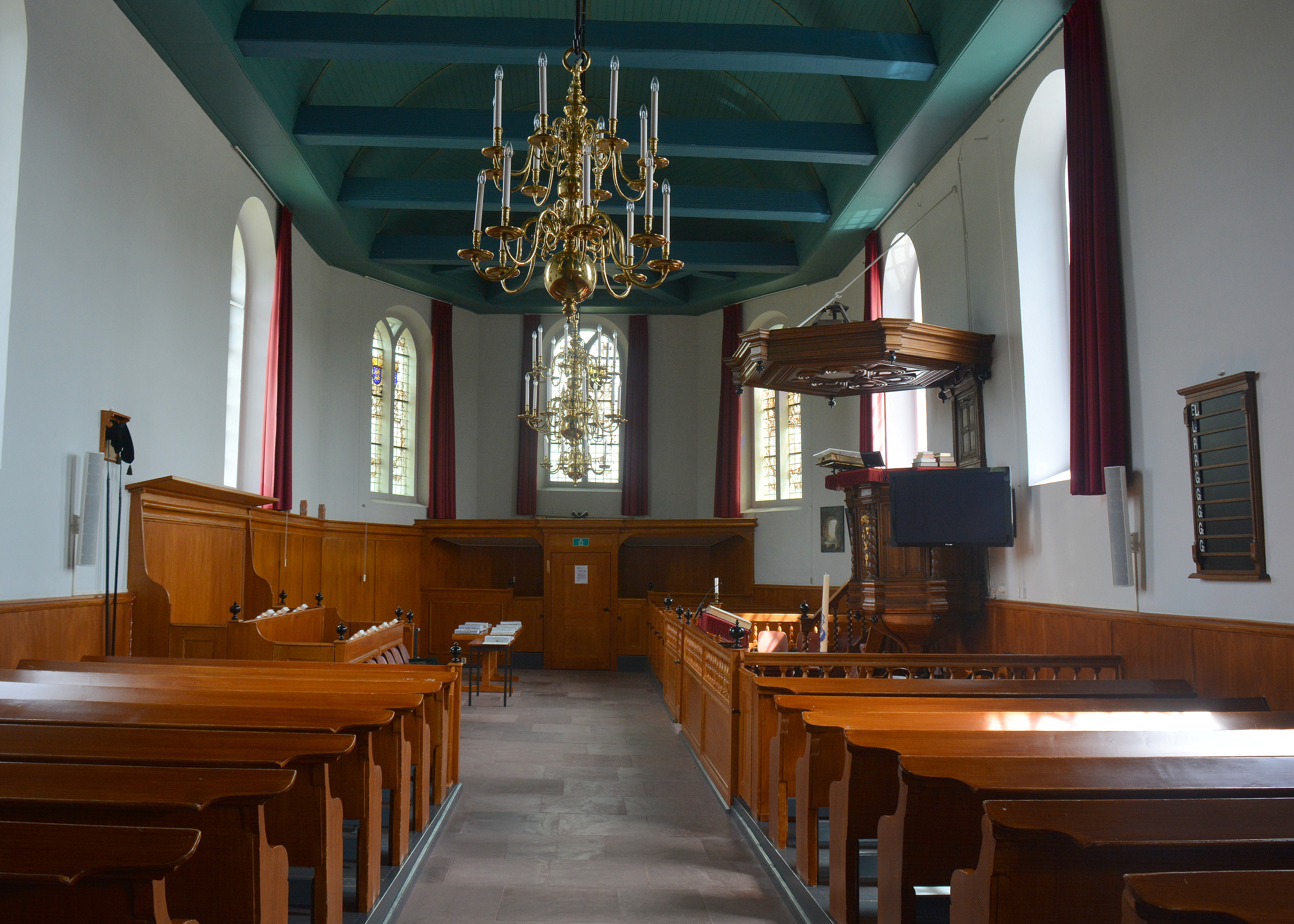
Interieur naar het oosten met kansel, herenbank en koor

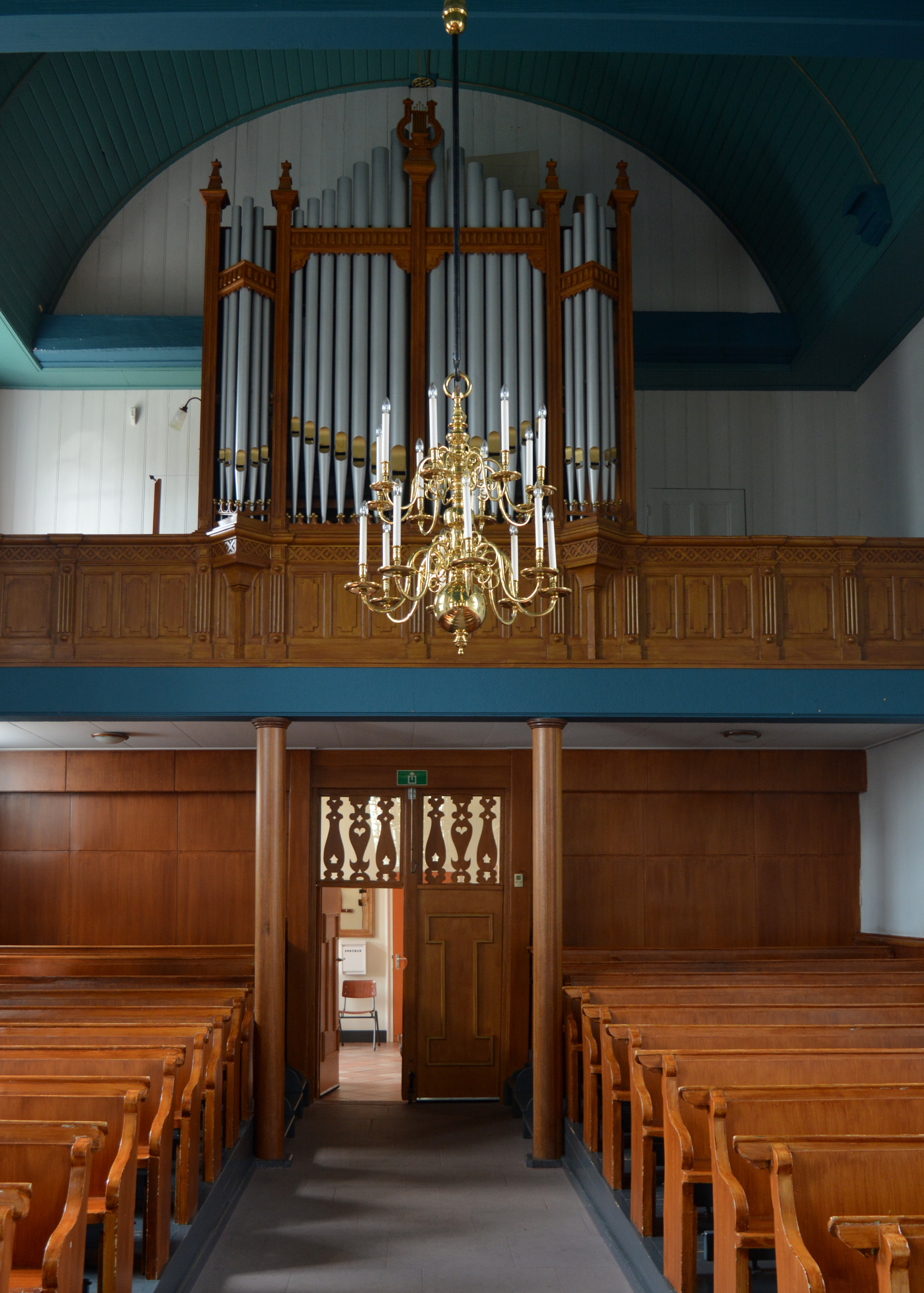
Interieur met orgel (2017)
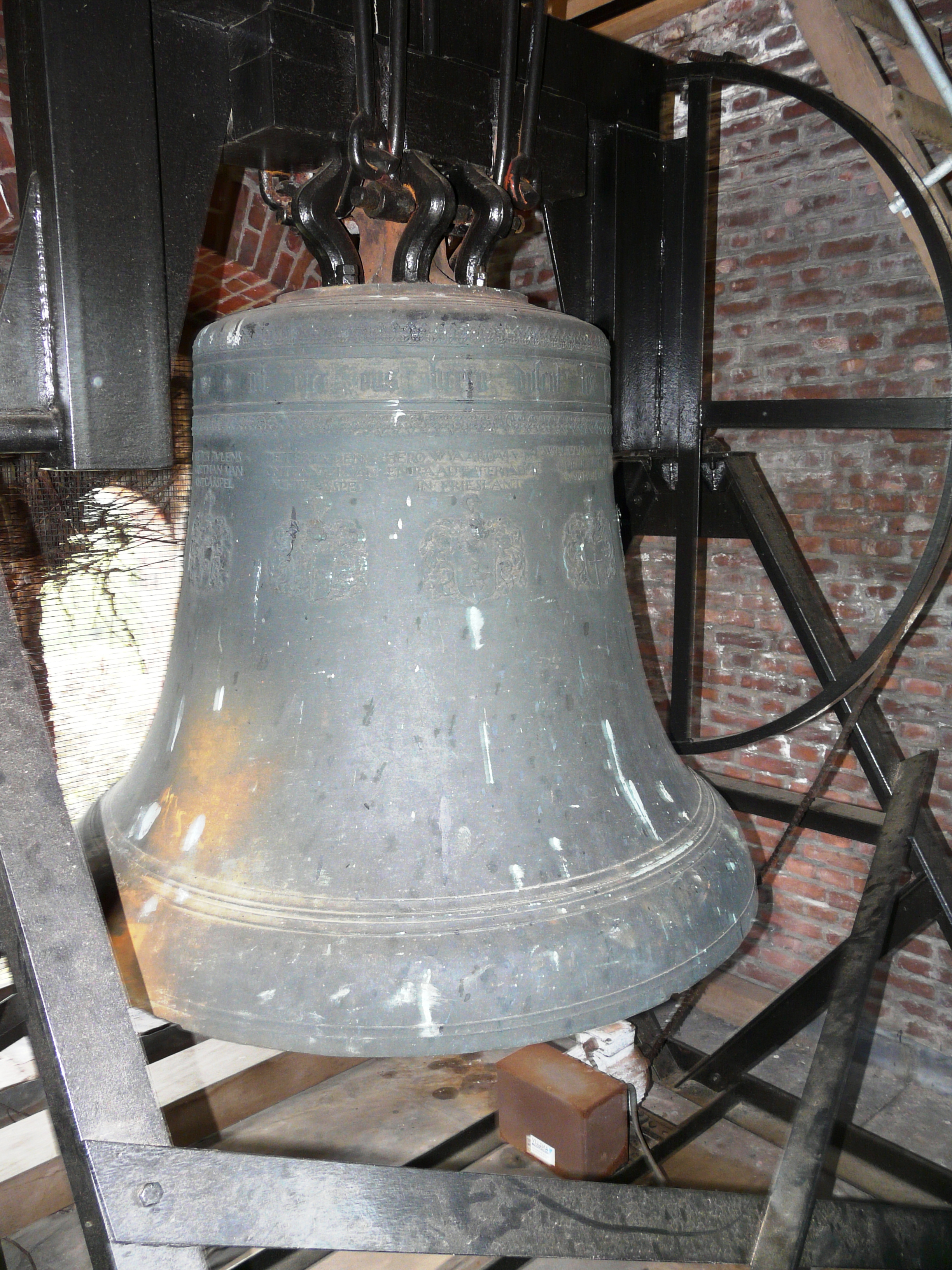
Klok